# La Maison des Ailleurs
La Maison des Ailleurs est un lieu consacré au poète Arthur Rimbaud, dans sa ville natale de Charleville-Mézières. Elle est située sur le même quai et à quelques mètres du musée Arthur-Rimbaud. Le lien entre ces deux établissements complémentaires est matérialisé par les chaises-poèmes de l'artiste québécois Michel Goulet, intitulées L'Alchimie des Ailleurs.
La Maison des Ailleurs a été créée dans un immeuble dont un des appartements a été habité par la famille Rimbaud au XIXe siècle.

## Histoire du site
La mère d'Arthur Rimbaud, Vitalie Rimbaud (née Cuif), et ses enfants y ont vécu de 1869 à 1875. La famille Rimbaud habitait au premier étage, dans un appartement de cent vingt mètres carrés. Arthur Rimbaud est alors âgé de 15 à 21 ans. C'est la période de sa vie la plus créatrice du point de vue de son œuvre littéraire, mais c'est aussi celle où il multiplie les fugues. C'est une période d'adolescence, de refus de la vie familiale et des carcans sociaux que sa mère souhaitait qu'il respecte, de dégoût de la ville de Charleville et de rêve d'autres horizons.
Dès 1954, une plaque est apposée sur la maison à l’occasion du premier centenaire de la naissance du poète.
Entre 1999 et 2003, la Ville de Charleville-Mézières a progressivement acheté les trois niveaux de cette maison, sa cour et une petite dépendance. En 2004, à l'occasion du 150e anniversaire de la naissance du poète, la Maison des Ailleurs est inaugurée, en tant que lieu ouvert au public, qui se visite en prolongement du musée Arthur-Rimbaud.
La Maison des Ailleurs ne doit pas être confondue avec la maison natale d'Arthur Rimbaud : il est né au 12 rue Pierre Bérégovoy, appelée à l'époque rue Bonaparte. Madame Rimbaud a changé sept fois de lieu d'habitation dans la cité carolopolitaine.
La Maison des Ailleurs n'est pas un musée. C'est un lieu de mémoire, qui porte le label de maison des Illustres. C'est une maison d'écrivain atypique ; il est d'ailleurs possible qu'Arthur Rimbaud n'ait pas, ou très peu écrit, en ce lieu,. Aucun mobilier de la famille Rimbaud n’a pu être conservé, une reconstitution n’avait donc pas de sens. Seule la maison en elle-même a vocation à être mise en valeur. Il a ainsi été décidé de conserver et de respecter « l'esprit du lieu » : les murs et enduits ont conservé la marque du temps qui passe, et les pièces dénudées appellent l'imagination.

## Description

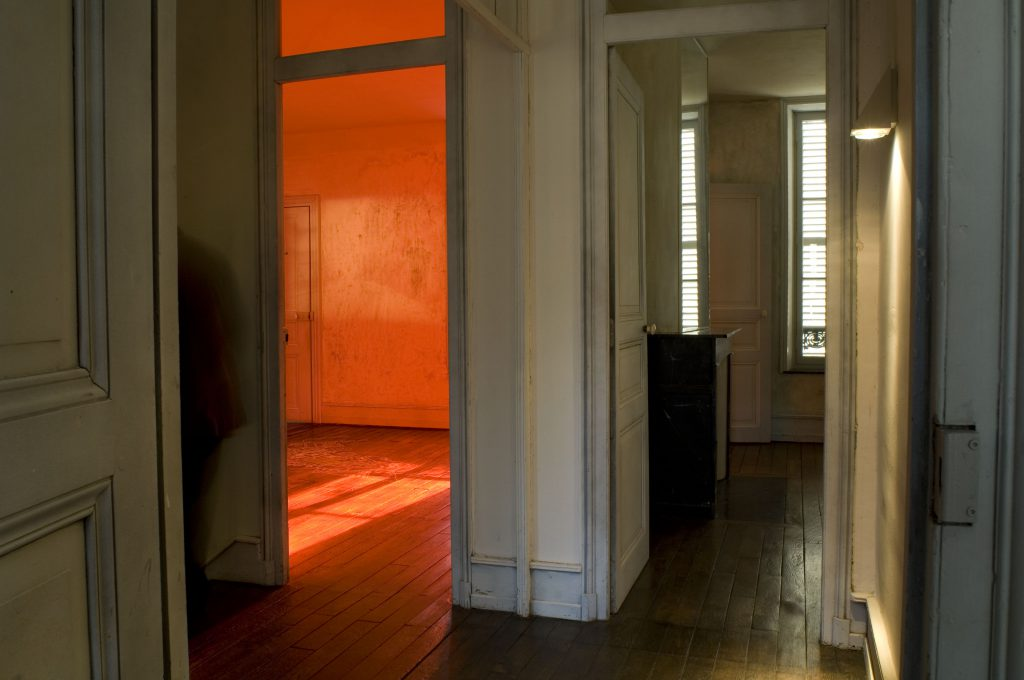
Intérieur de la maison des Ailleurs

La conception de la scénographie a été confiée en 2004 à un cabinet d'architectes. Chaque pièce de la maison évoque un des "Ailleurs" où Arthur Rimbaud a vécu et trouvé son inspiration : Marseille, Paris, Bruxelles, Londres, Stuttgart, Java, Aden et Harar. Cette scénographie, qui met en valeur le lieu en tant que tel, alterne avec la présentation d'expositions temporaires, explorant le dialogue entre poésie et arts visuels et montrant l'héritage de Rimbaud dans l'art contemporain.
La conception de la scénographie a associé Bernd Hoge (architecte), Bertrand Paulet (paysagiste), Guliver Design (muséographe), Olivier Auber (scénariste), ainsi que l'association de diffusion de vidéos d'artistes Est-ce Une Bonne Nouvelle. Cette association a fait appel à douze artistes, compositeurs et vidéastes qui ont travaillé chacun sur une période de la vie d'Arthur Rimbaud. Au premier étage de la Maison, dédié au temps de l'écriture, l'écrivain Emmanuel Adely a travaillé sur la période parisienne, le poète Jean-Michel Espitallier a évoqué le temps londonien, les artistes Yann Beauvais et Frédéric Dumond ont respectivement travaillé sur les débuts de l'écriture et sur la période bruxelloise. Au second étage, c'est le temps des voyages et de la vie à l'étranger, évoqué par les artistes et vidéastes Christian Barani, Nicolas Barrié, Sabine Massenet, et Roland Schär. Le compositeur Frédéric Minière a travaillé une pièce sonore pour l'espace du rez-de-Chaussée consacré à Marseille et la fin, et Thomas Köner a conçu une pièce pour l'ensemble du 2e étage.
Le premier étage, celui habité par la famille Rimbaud, n'a pas été transformé ; les pièces sont laissées nues. Ces pièces servent de cadre à des animations audio-visuelles, projections vidéo, bruitages, compositions sonores. Dans la première pièce sont projetées des images de la ville à l'époque de Rimbaud, et des fragments de poèmes. Les pièces suivantes suivent l'itinéraire de Rimbaud, avec des cartes sérigraphiées au sol, dans les cités ou les contrées qui ont jalonné son existence.
Le rez-de-chaussée accueille également la boutique du musée Arthur-Rimbaud. Une petite cour intérieure donne accès à un studio, issu d'une ancienne dépendance, qui héberge une résidence d'artistes plasticiens ou poètes.

## Expositions temporaires
- 2017 : Balak
- 2017 : Rimbaud et les livres d'artistes
- 2018 : Pete Doherty
- 2018 : Christopher Taylor, Toi qui franchis ce seuil
- 2019 : Demazeau, Y l'oubliée de Rimbaud dans le jardin odorant des consonnes
- 2019 : Corinne Deville, Dans ma tête de solitaire
- 2020 : Ulrike Nagel : Sous ta tente magique, dialogue entre peinture et poésie
- 13 mai 2023 - 3 septembre 2023 : Les 150 ans d'Une saison en enfer[6]
- 16 septembre 2023 - 22 septembre 2023 : Carapace à plumes et autres parures animales[7]
- 5 juillet 2024 - 22 septembre 2024 : Les Illuminés[8]
- 12 octobre 2024 - 5 janvier 2025 : Il est un autre, portraits de Rimbaud[9]

## Sources
- Yanny Hureaux, Un Ardennais nommé Rimbaud, Edition La Nuée Bleue/L'Ardennais, 2003
- Claude Carton, Rimbaud, retour sur images..., Editions Anciaux, 2004
- Catherine Bédarida, « Une « Maison des ailleurs » en hommage à Arthur Rimbaud », le Monde,‎ 28 octobre 2004 (lire en ligne)
- Le Chanu, Patrick, Mahy, Christophe, Invitation aux musées en Champagne-Ardenne, Editions Terres noires, 2014
- Le musée Arthur Rimbaud, le musée de l'Ardenne, Hors-Série de Beaux-Arts Magazine, 2017